# Tetnuld
Tetnuldi (gruzínsky თეთნულდი) je významný vrchol střední části Velkého Kavkazu. Nachází se na krátkém hřebínku, vybíhajícím z hlavního kavkazského hřebene od vrcholu Gistola směrem k jihozápadu. Dosahuje výšky 4858 metrů, což z něj činí zřejmě 10. nejvyšší vrchol celého Kavkazu. Vrchol je silně zaledněn, stékají z něj ledovce Canner, Lardaad a Kaseb o celkové ploše zhruba 46 km2. Vrchol leží v povodí řeky Inguri.

## Výstupy
Klasická výstupová cesta po jihovýchodním hřebenu je hodnocena stupněm 2B ruské škály. Prostoupila ji jako první výprava Douglase Freshfielda v roce 1887. Jiné výstupové cesty jsou technicky obtížnější. Náročnou cestu severní stěnou (5B) prostoupila jako první československá výprava tvořená V. Bůžkem, Č. Wojcikem a P. Přerostem v roce 1966.

## Sport
Na západním svahu Tetnuldu je od února 2016 vybudován lyžařský areál s kaskádou sedačkových lanovek do nadmořské výšky 3165 m.

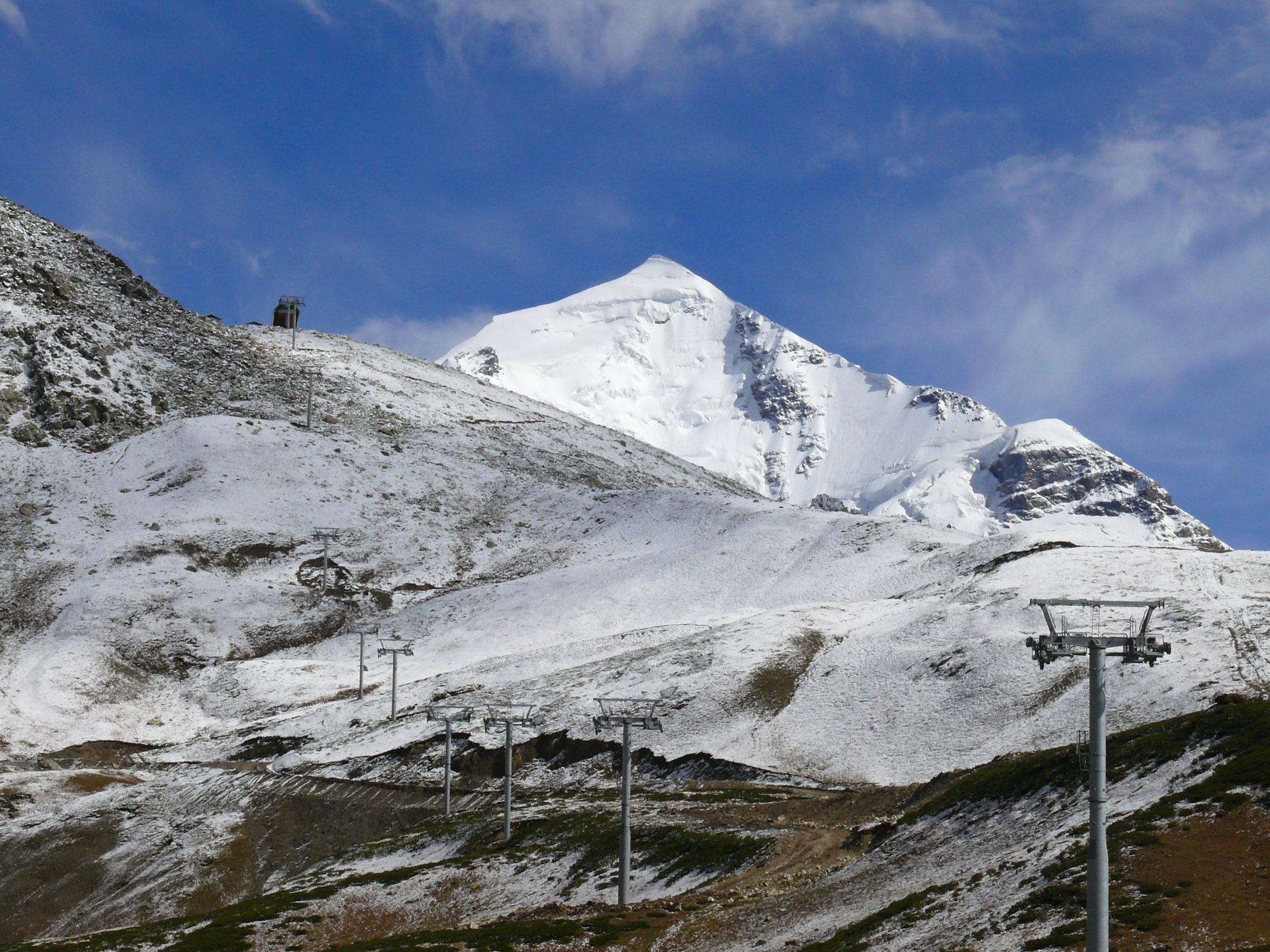
Horní stanice lanovky pod vrcholem Tetnuldu
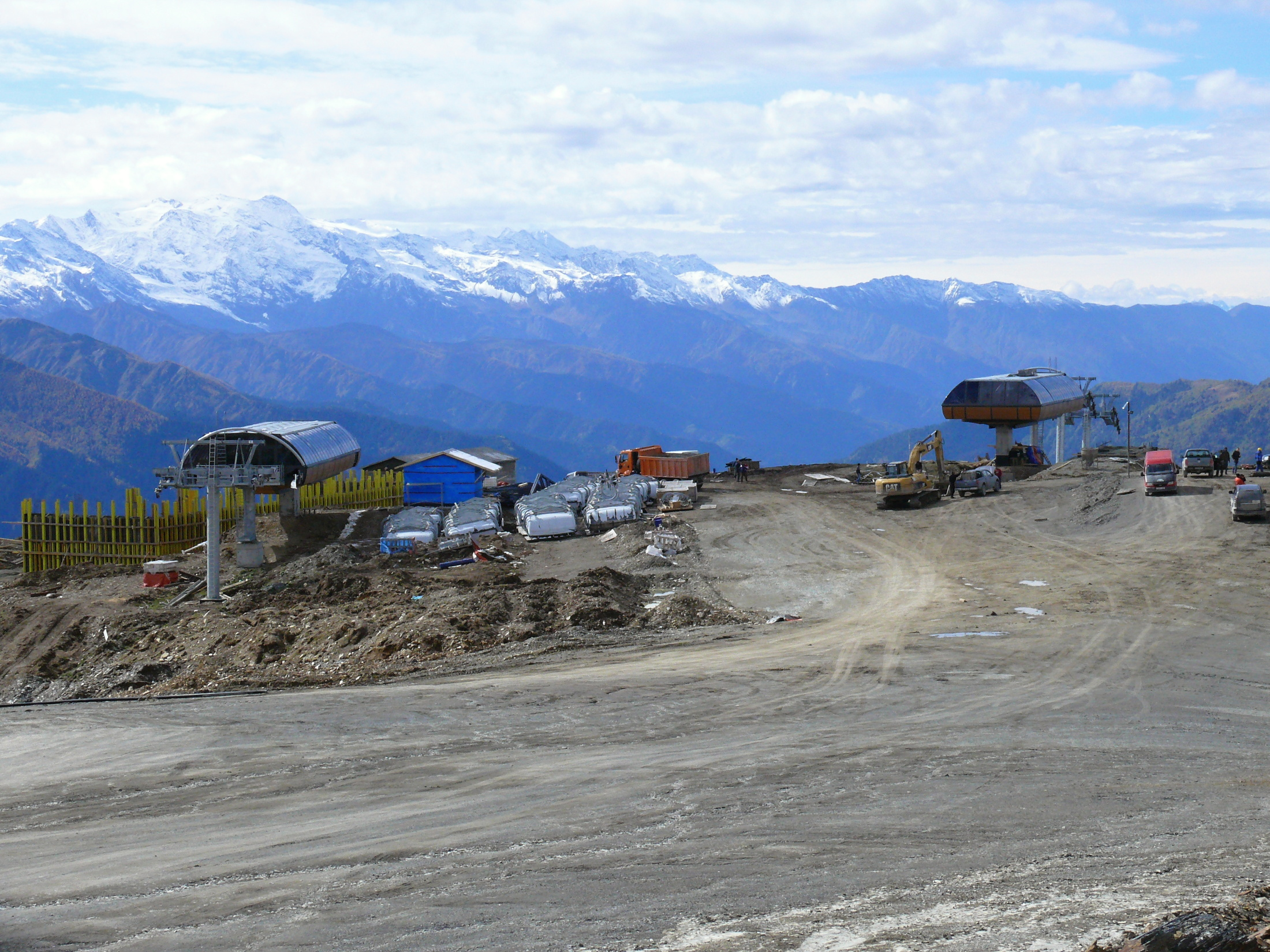
Jedna ze stanic kaskády sedačkových lanovek, stav říjen 2015
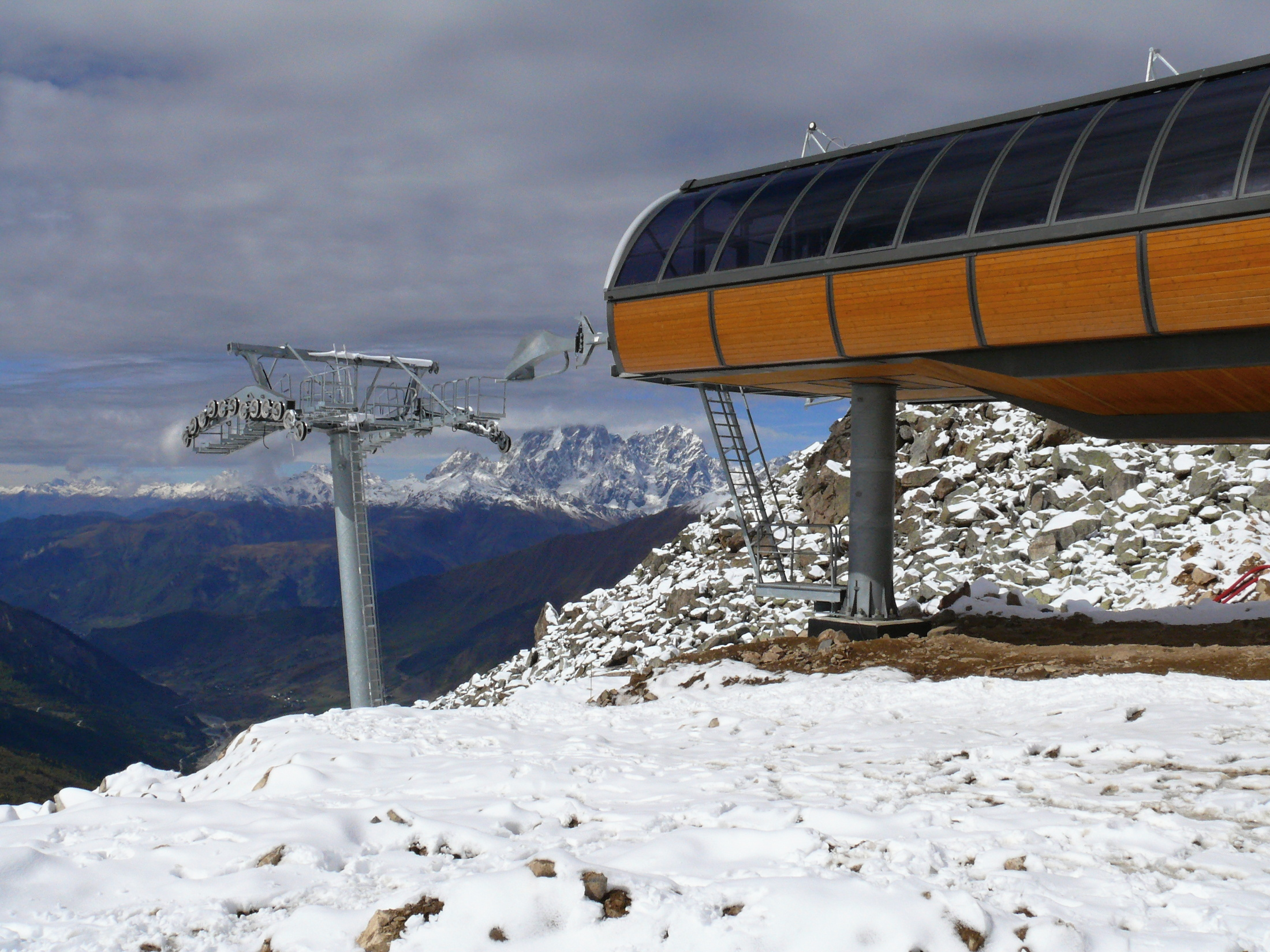
Horní stanice lanovky 3052 m n. m. (ve výstavbě, říjen 2015).